# Mura di Norimberga

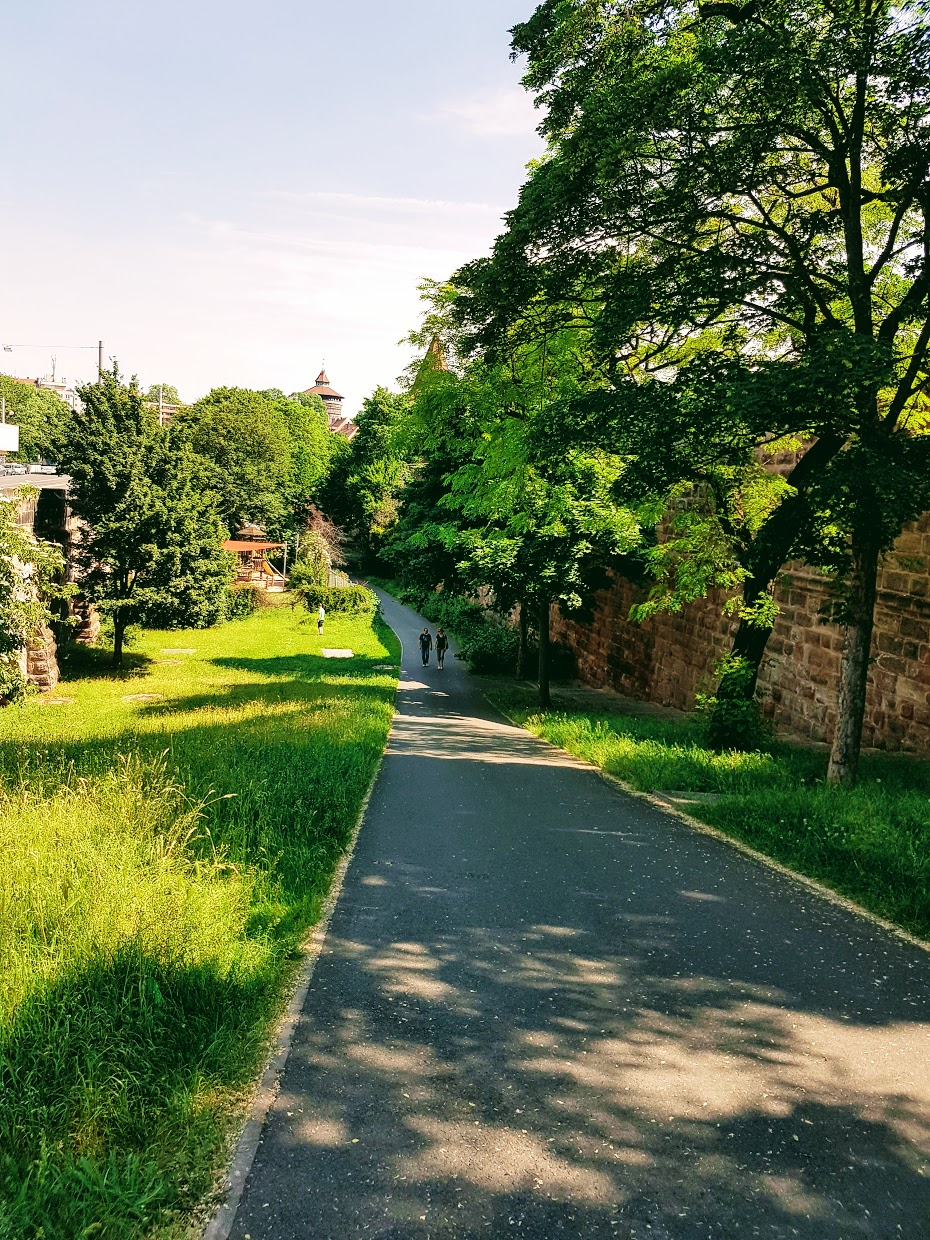
Stadtgraben (2017)

La cinta muraria (Stadtmauer) è uno dei più importanti monumenti artistici e architettonici della città di Norimberga. A nord, il vasto complesso del castello è completamente integrato nella fortificazione.
Nella sua lunga storia, Norimberga espugnata una sola volta con mezzi militari: nel 1945 dagli statunitensi. Il fatto che ciò non fosse mai accaduto prima fu dovuto anche alle fortificazioni della città che erano considerate invalicabili nel Medioevo.

## La penultima cinta muraria

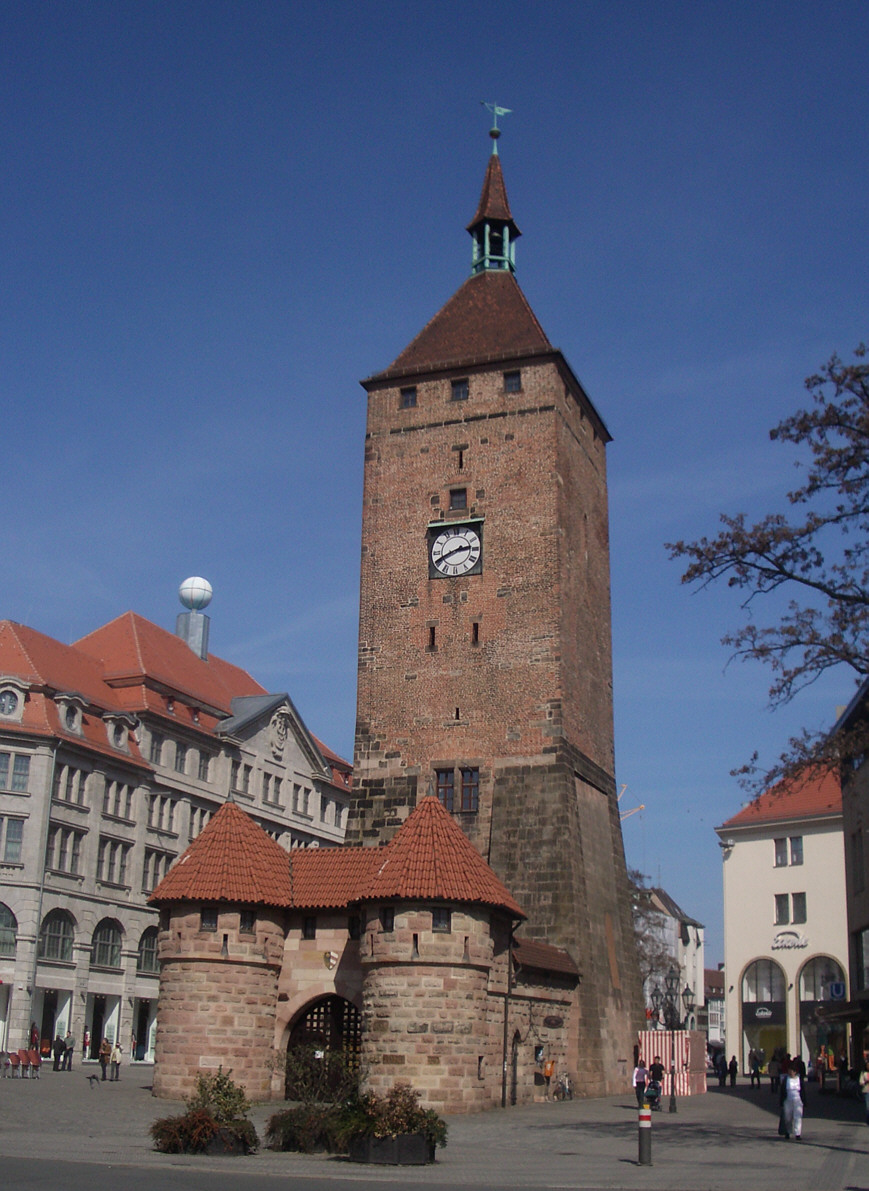
Torre bianca, 2005

Le prime fortificazioni erano già presenti nell'XI secolo. Nel XIII secolo esistevano due distretti su entrambe le sponde del fiume Pegnitz, Sebalder e Lorenzer, con fortificazioni separate. Di queste, sul lato di Sebald, oltre al castello e alla porta Tiergärtner a nord, è stato conservato la Laufer Schlagturm a est. Sul lato di Lorenz c'è ancora la Torre Bianca a ovest del centro storico.
Resti del vecchio fossato della città sono stati conservati su Grübelstraße (Herrenschießgraben), Peter-Vischer-Straße (Katharinen- und Tiergraben) e Mühlgasse (Klettengraben).
Fu solo nel 1320-1325 che i due distretti furono uniti, attraverso il fiume, da un'unica cinta muraria, e la porta del Carnefice e quella dell'acqua si trovavano ancora a ovest, mentre quella della colpa, sull'isola di Schütt, si trovava a est.

## L'ultima cinta muraria
L'ultima cinta muraria fu chiusa nel 1400, era lunga cinque chilometri e formava un parallelogramma con lati non rettilinei. Quattro torri vennero erette ai quattro angoli. 

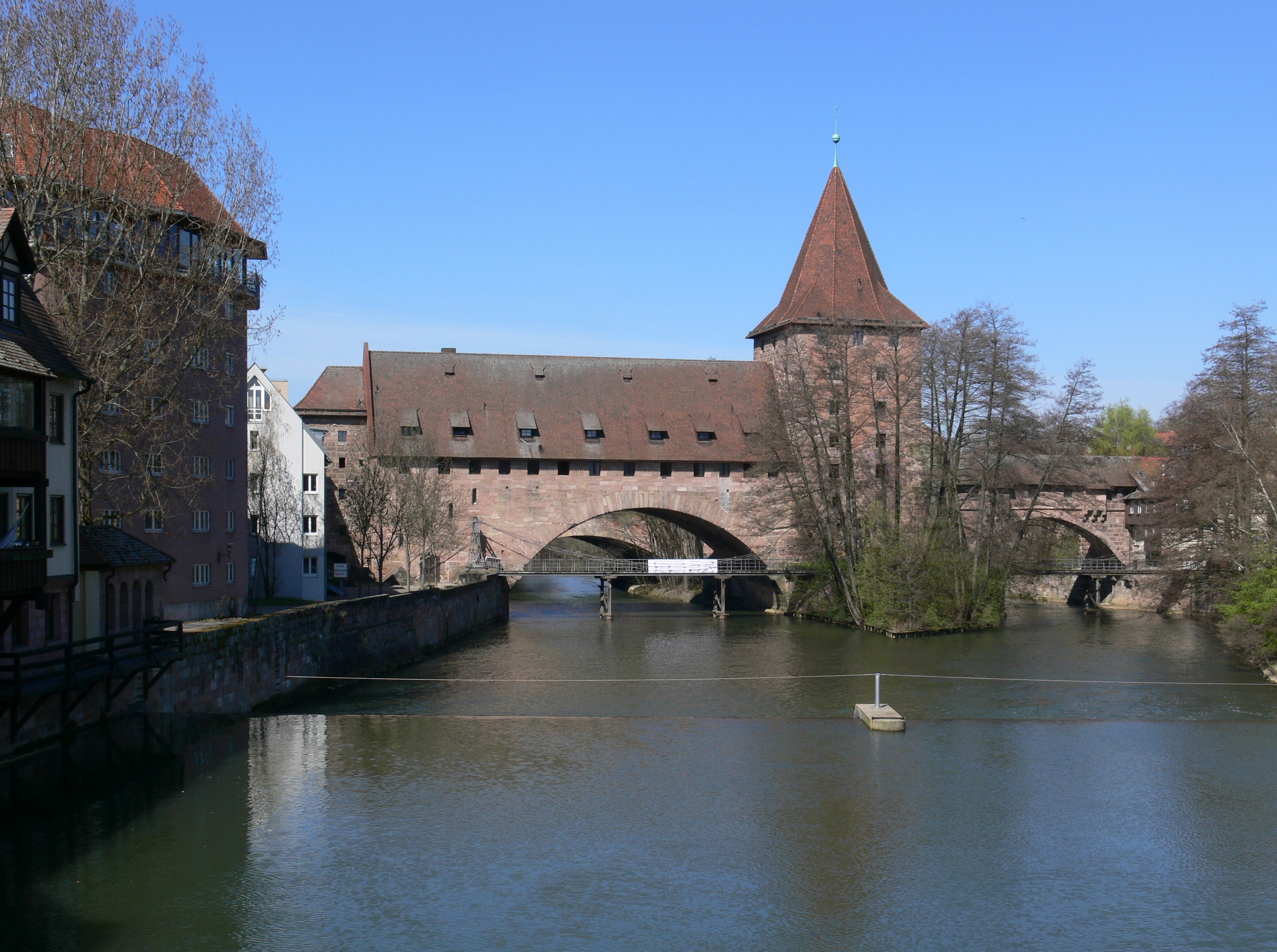
Fronveste con la Schlayerturm, 2010

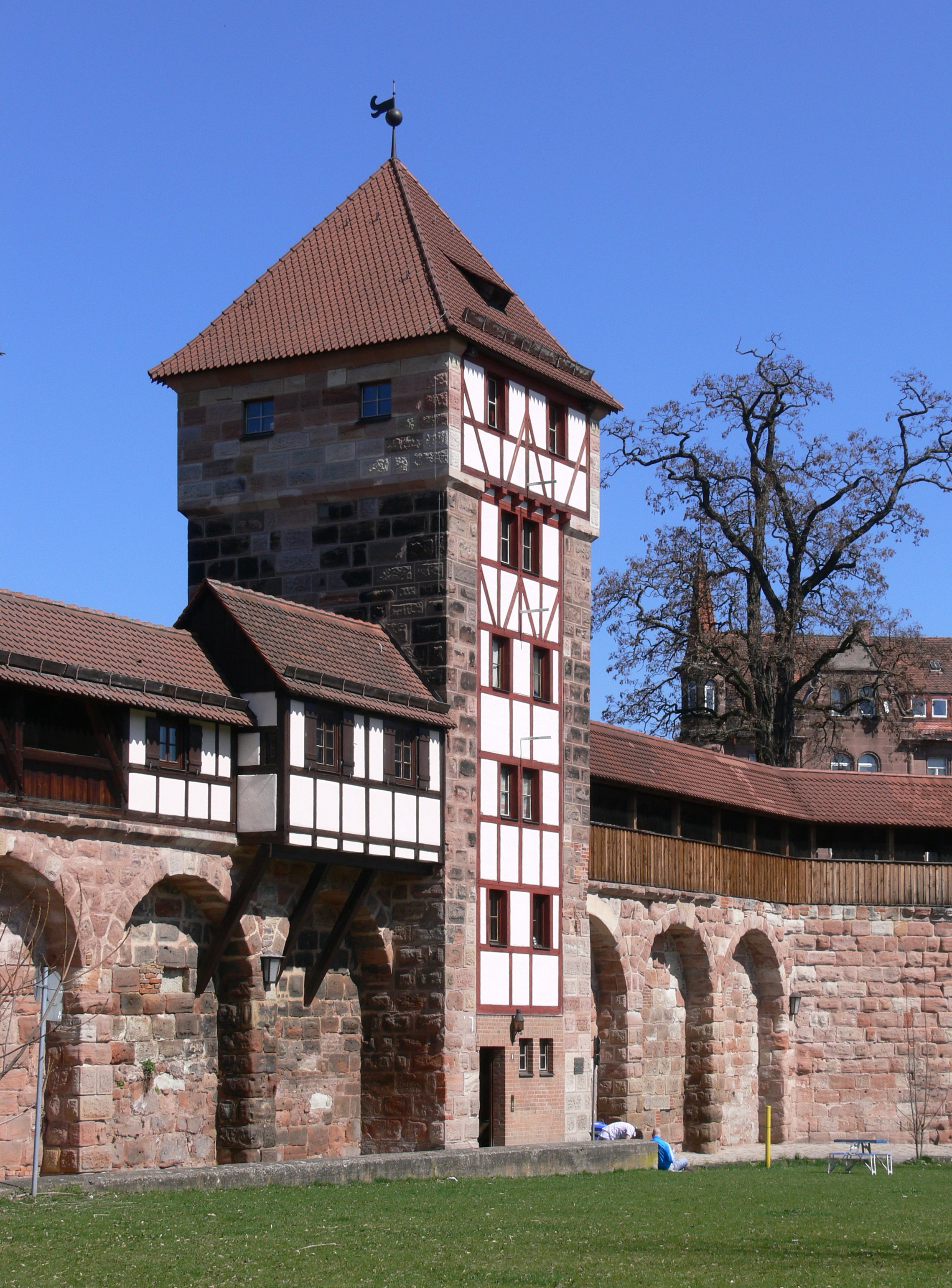
Maxtormauer, (torre nera H), 2010

Le mura erano divise nella cinta muraria vera e propria (detta anche alta muraglia), dal barbacane, largo 15 metri, che si alzava dal fossato. È possibile identificare un totale di circa 130 torri nelle mura. Il fossato, scavato intorno al 1430, in vista delle guerre ussite era in media profondo 12 metri e largo fino a 20, ma non fu mai riempito d'acqua. La costruzione della trincea fu completata nel 1452.
L'accesso alla città era reso possibile da sette porte: le cinque principali con la vecchia Tiergärtnertor e le quattro nuove (Laufer Tor, Frauentor, Spittlertor e Neutor) nonché due passaggi pedonali (Hallertürlein sulla riva nord del Pegnitz e Wöhrder Türlein su quella ovest). A queste si aggiungeva la Vestnertor che conduceva al castello. Dove il Pegnitz lasciava la città, venne scavalcato dalla Fronveste dal 1489/94, mentre a est il Tratzenzwinger assicurava l'ingresso al fiume.
Le sezioni delle mura della città furono denominate, nel 1540, con una combinazione di colori e lettere: la sezione nera iniziava a nord presso il castello (Luginsland nera A) e si estendeva fino all'isola di Schütt a est (zona nera Z). Lì iniziava la sezione blu con la A blu che si estendeva fino alla X blu a sud sul muro della Frauentor, dove si fondeva con la A rossa, nella sezione rossa che portava alla Z rossa sulla porta Spittler a ovest, continuando dalla A verde e terminando con la O verde che portava di nuovo al castello. Questi vecchi nomi sono ancora visibili sulle torri.

## Estensioni

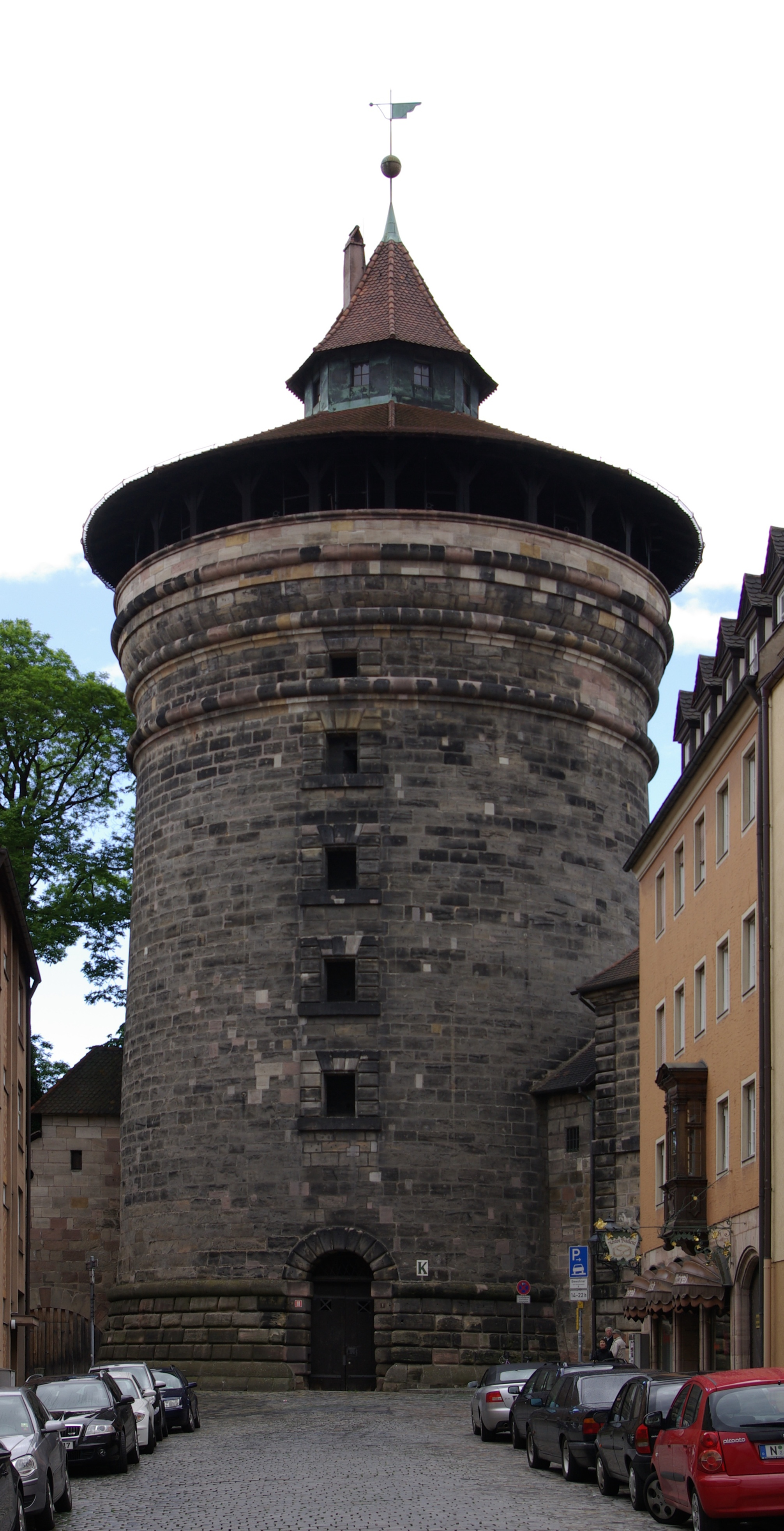
Neutorturm, 2010

La fortificazione era già esistente prima del 1500 e il barbacane doveva essere convertito in postazioni per cannoni: nella cosiddetta ristrutturazione, l'altezza del muro del barbacane venne ridotta e il fossato riempito, oppure il barbacane venne rinforzato con un muro con postazioni per i cannoni. Inoltre, furono ricostruite o demolite vecchie torri e ne furono costruite altre. La riprogettazione iniziò all'entrata e all'uscita del Pegnitz e terminò al muro a nord della Frauentor.
Nel 1611–14 fu rinnovata la parete sud della Laufer Tor e fu costruito il bastione Wöhrdertor, che fu demolito nel 1871.
Successivamente, le mura della città non furono adattate allo stato della tecnologia di difesa. Sulla mappa dell'illustratore Hans Bien (Bien map) si possono vedere chiaramente le condizioni delle mura nel periodo intorno al 1628/32. Già durante la Guerra dei trent'anni, Norimberga era protetta da ostacoli lontani dai confini della città.

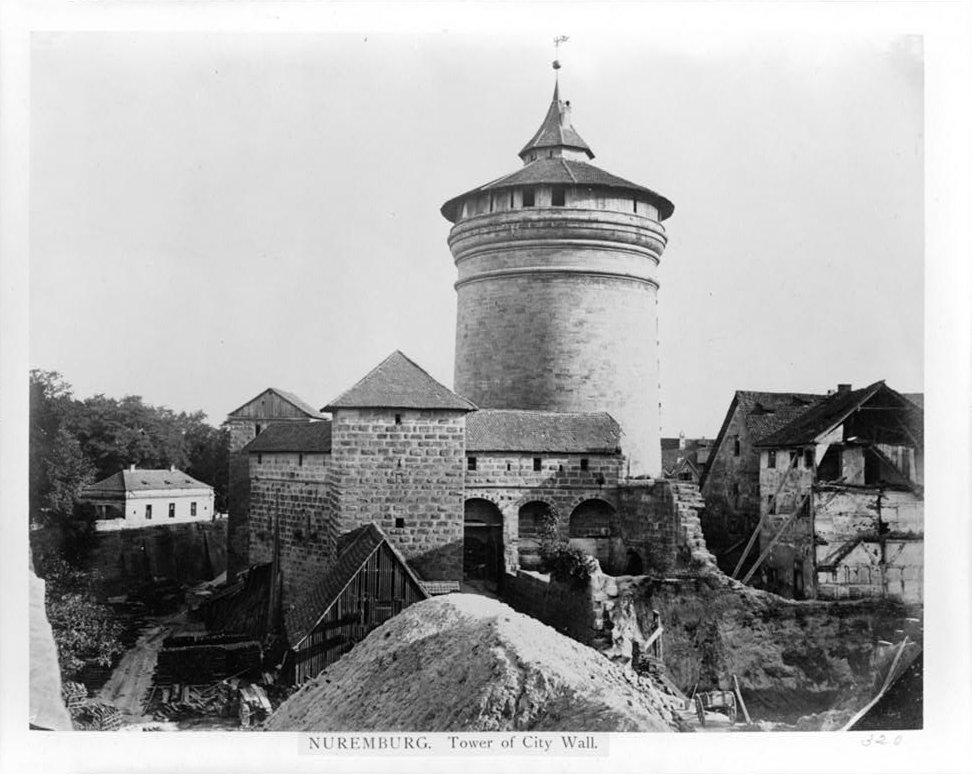
Demolizione delle mura della città alla Laufertorturm, fine del XIX secolo

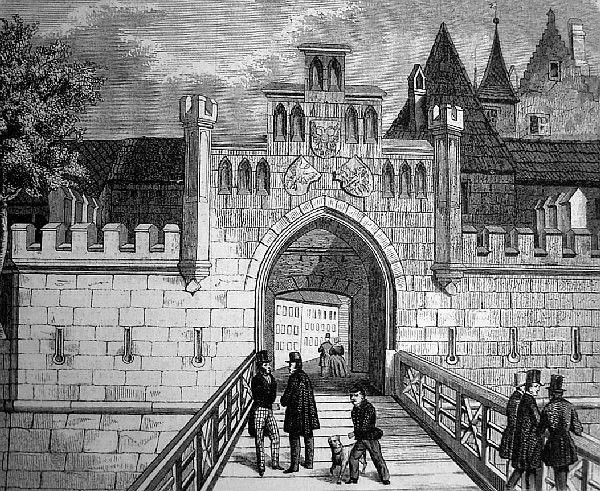
La porta della tintura costruita nel 1848 e demolita nel 1891

Quando fu conquistata dalla Baviera, nel 1806, la città mantenne il suo status di fortezza. Le cinque porte principali erano sorvegliate e altre tre chiuse di notte.
A causa del crescente traffico, le sette nuove porte furono già abbattute nel 1877-1891

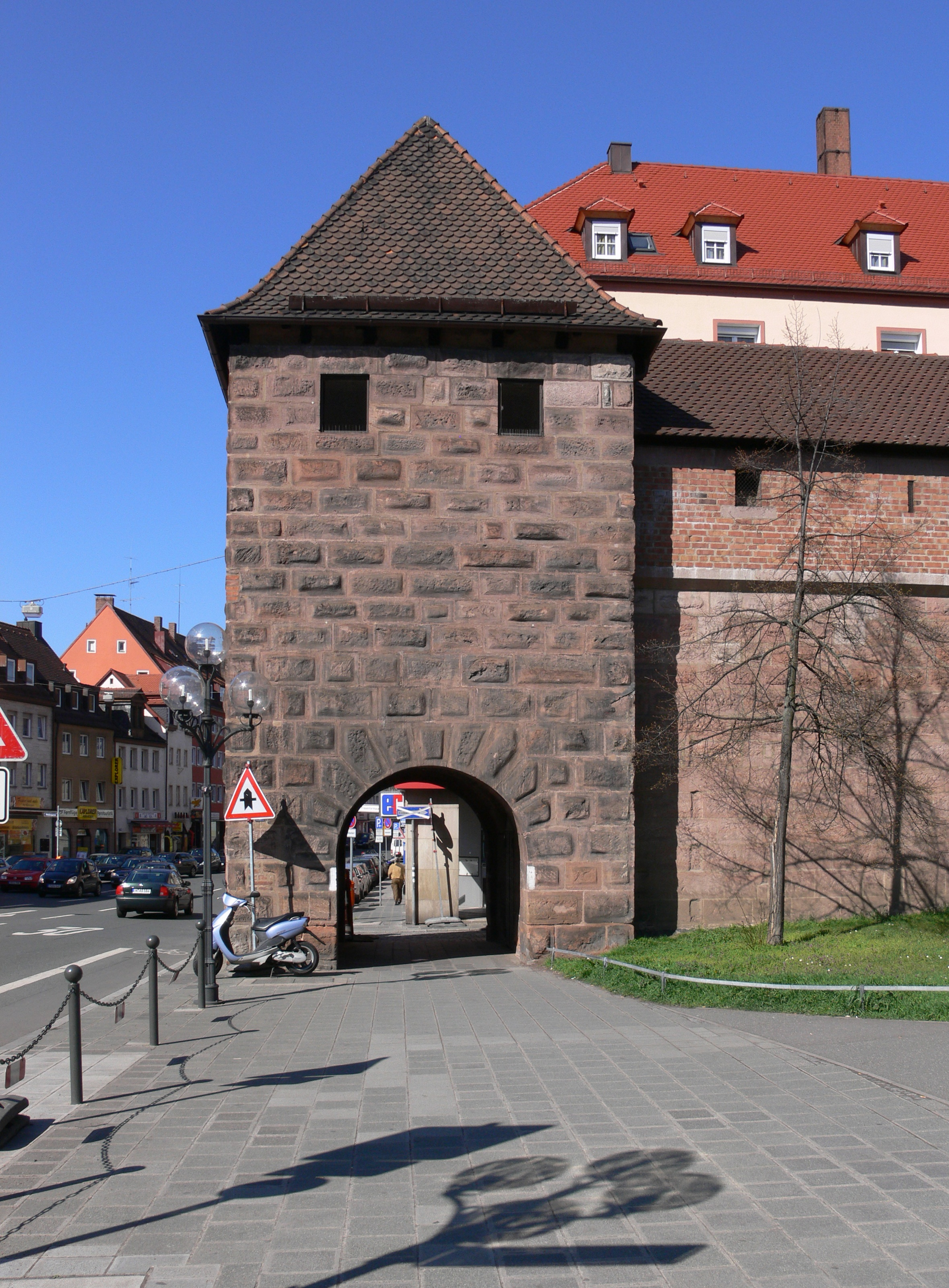
La torre Rossa H è un bunker della seconda guerra mondiale.

Durante la seconda guerra mondiale, le fortificazioni della città furono parzialmente danneggiate dalle incursioni aeree. Il 3 ottobre del 1944, ad esempio, la Fronveste an der Pegnitz fu gravemente colpita durante un attacco diurno. Dopo la guerra, la distruzione fu parzialmente riparata.
Negli anni 1960, parti del Frauentorgraben furono riempite. Questa sezione del fossato fu scoperta di nuovo nel 1987 quando fu costruita la linea sotterranea della U2. I piani per una riprogettazione importante dell'area del muro di Königstor/Marientor (progetto Köma) nel 1967/68 non furono attuati.

## Condizioni di oggi

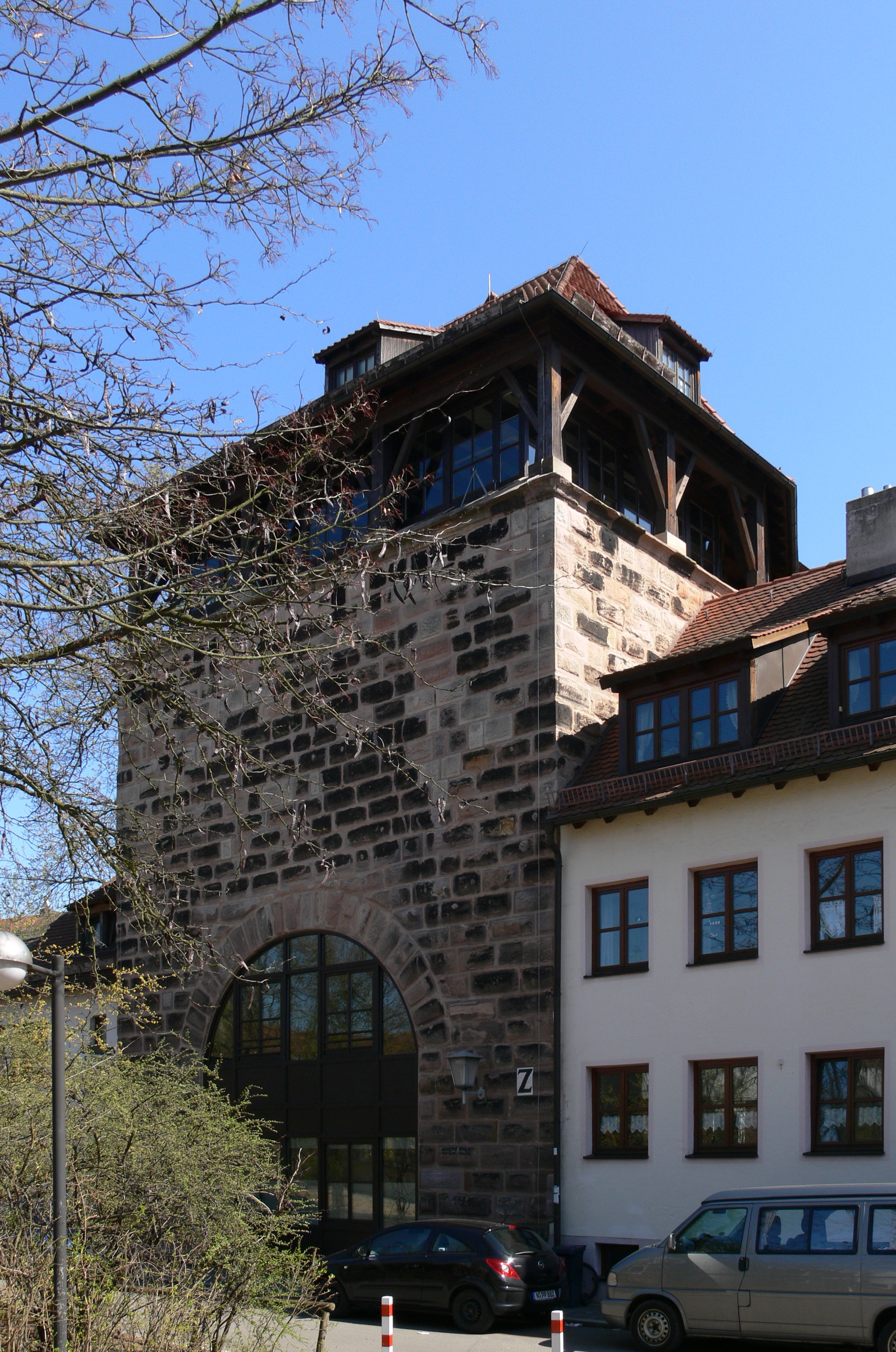
Casa di Cracovia nella torre nera Z, 2010

Le mura della città sono state quasi completamente conservate e circondano il centro storico, anche se parzialmente restaurate o ricostruite. La conservazione del muro è in corso: nel 2005, ad esempio, è stato restaurato il muro Maxtor nella zona di Kübler Zwinger.
Dietro, sopra e davanti al muro e nel fossato, parzialmente conservato, ci sono per lo più passeggiate pubbliche. Il fossato stesso è in gran parte simile a un parco. I possenti bastioni a ovest e a nord del castello sono allestiti come giardino e sono generalmente accessibili nella stagione calda.
Alla fine della seconda guerra mondiale c'erano ancora 88 torri murarie, oggi ne sono rimaste 71, molte delle quali sono utilizzate da organizzazioni, associazioni e privati, ad esempio come centri giovanili, centri di consulenza, musei, luoghi d'incontro per artisti e stanze per studenti e sono quindi parzialmente accessibili.
Nel XX secolo, fu costruita una casa di riposo sulla cinta muraria occidentale, a Fronveste. Ulteriori edifici sono collegati alla costruzione a blocchi di arenaria a due piani con un tetto a padiglione. Le torri murarie verdi C, D ed E furono incorporate negli edifici della casa degli anziani.
Nel 2004, un giardino di sculture appartenente al museo, e liberamente accessibile durante il giorno, è stato creato nello Zwinger am Frauentorgraben, tra la Sterntor e la Frauentor non lontano dal Museo Neues.

## Illustrazioni storiche

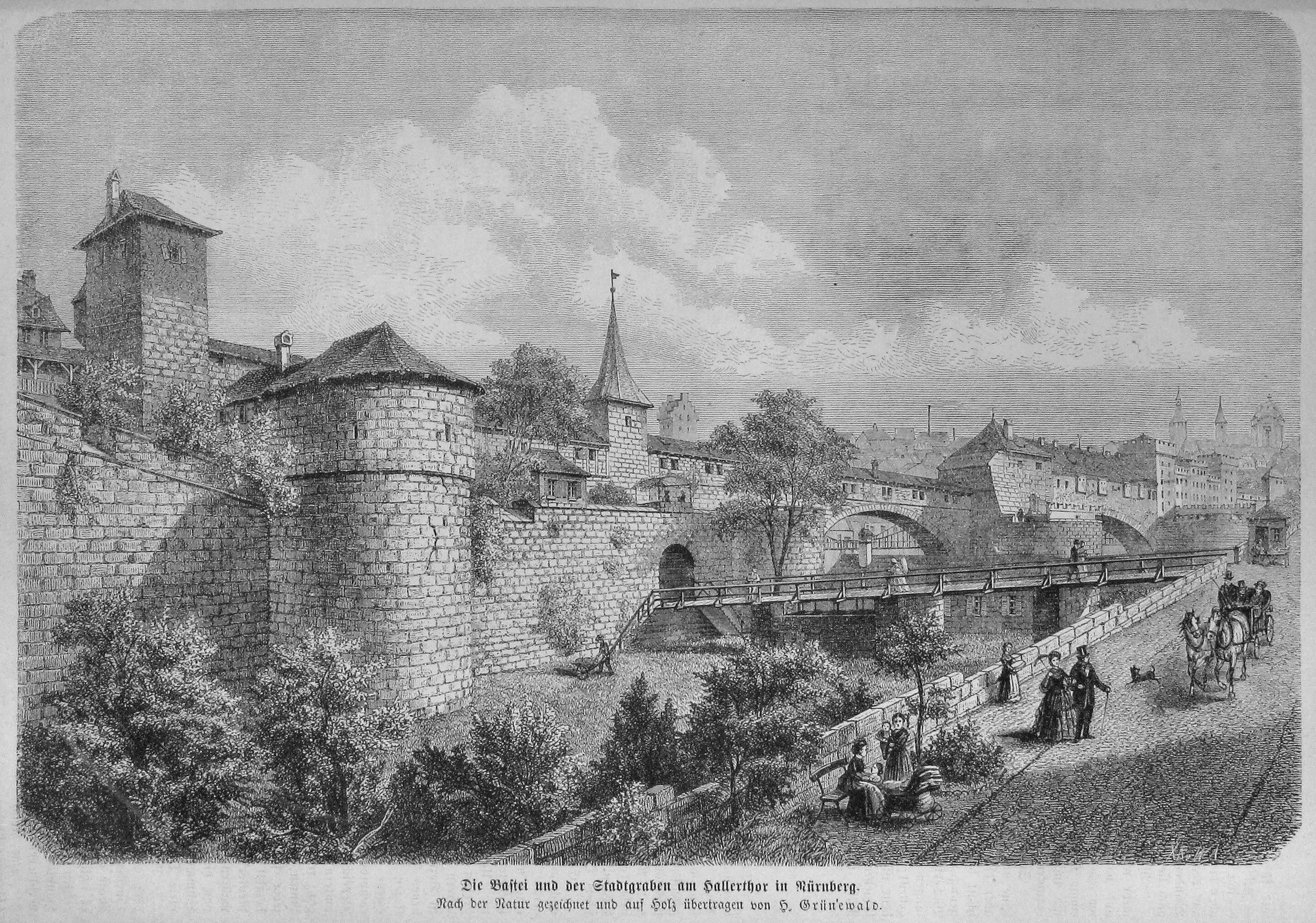
Hallertor, 1873
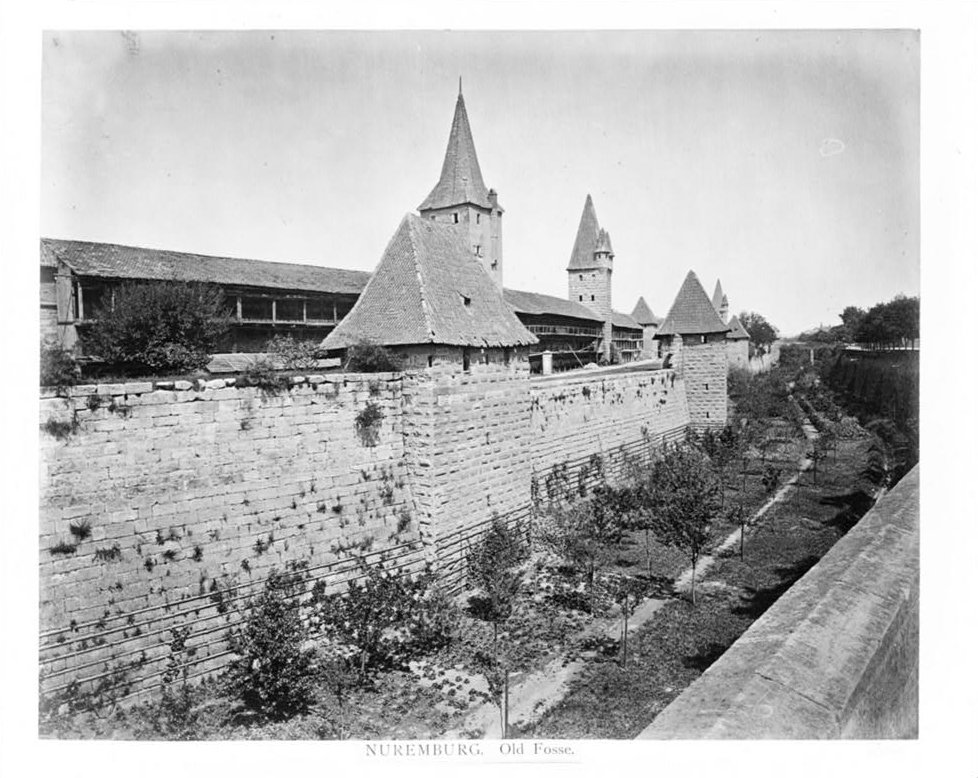
'Mura della città, fine del XIX secolo
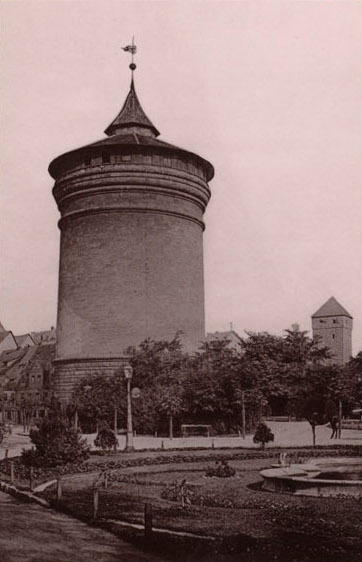
Laufertorturm, intorno al 1890
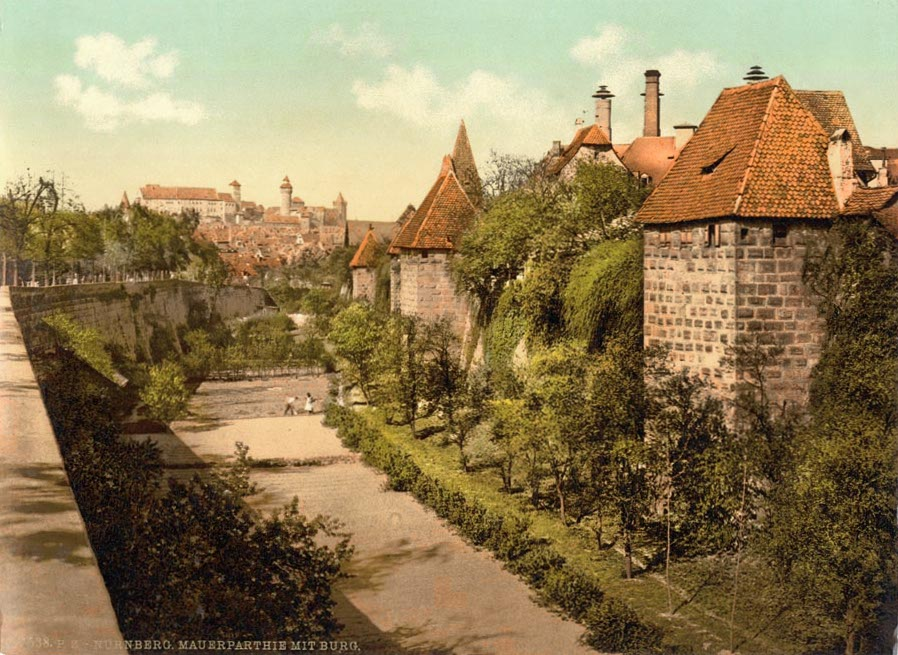
Mura della città, intorno al 1890
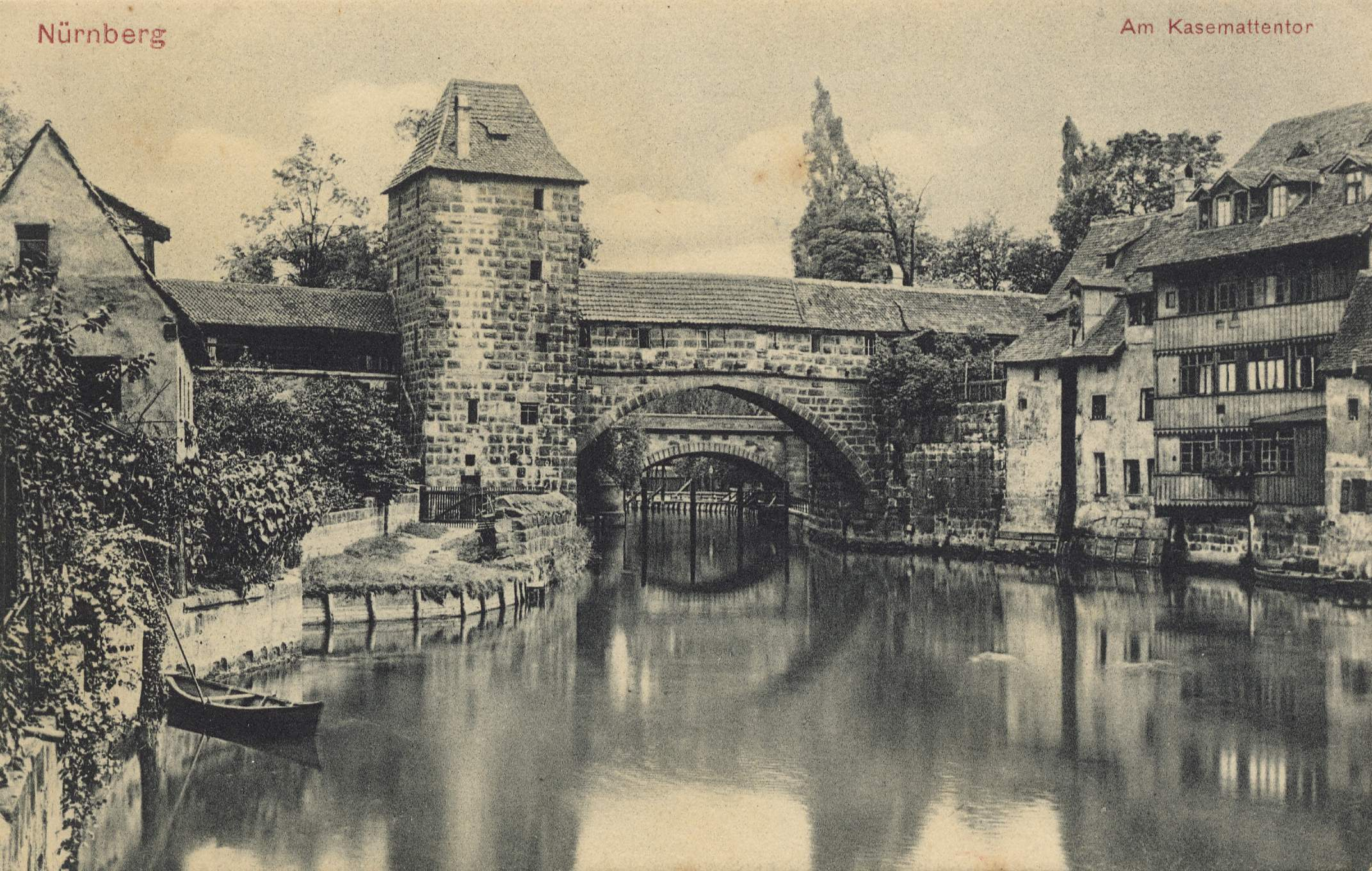
Porta della casamatta al Tratzenzwinger, intorno al 1900